# Marele Khali

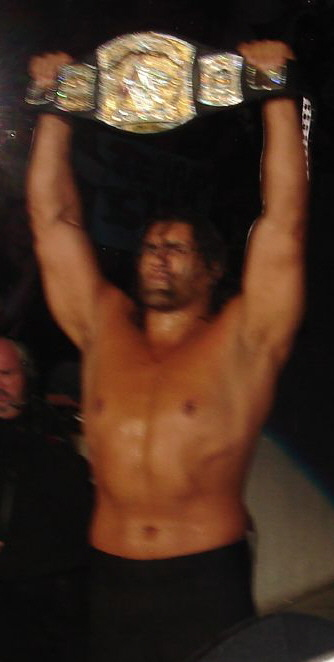
The Great Khali WWE Champion

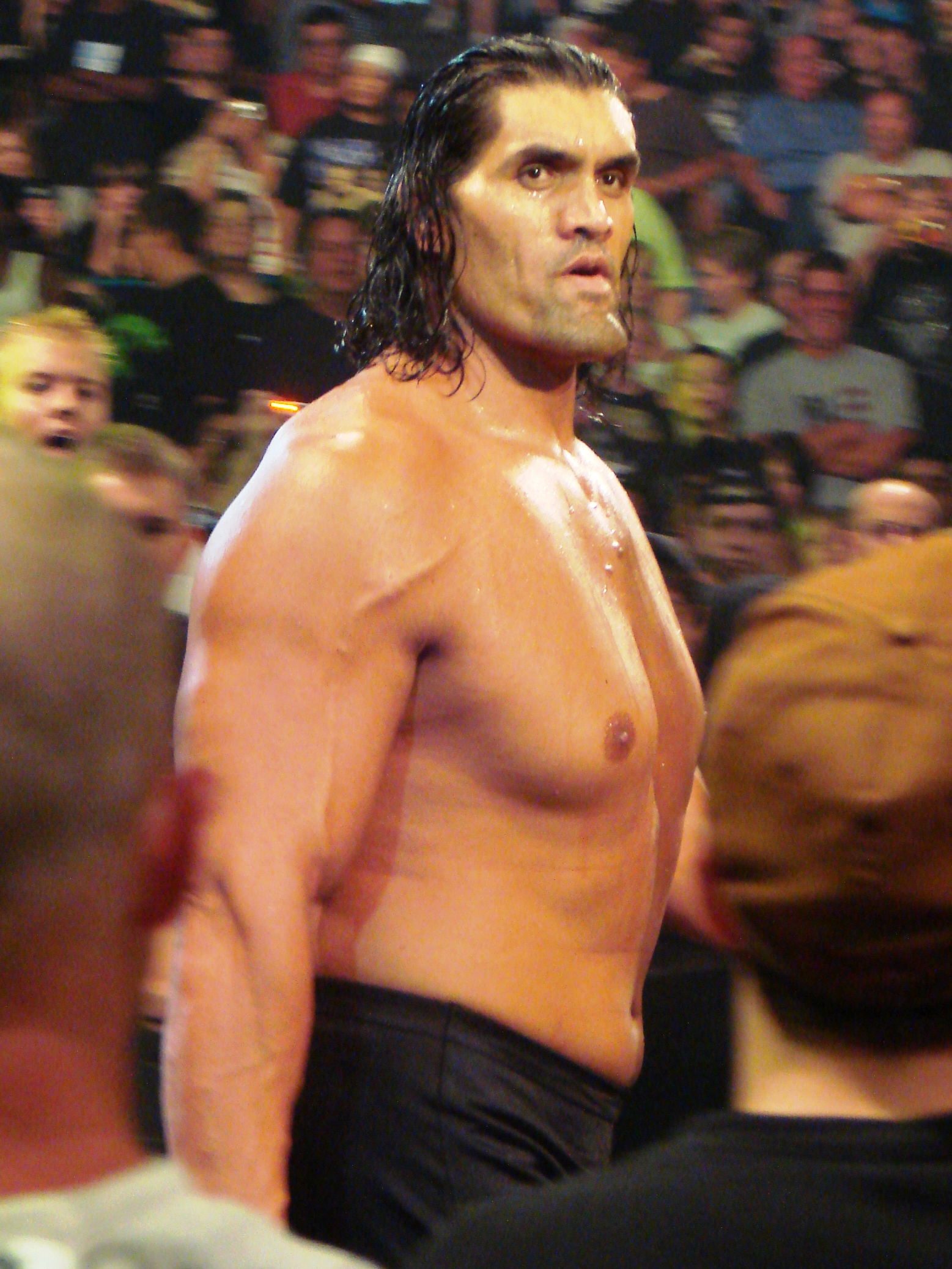
Khali

Dalip Singh Rana (n. 27 august 1972, Dhiraina⁠(d), Himachal Pradesh, India), și sub numele de The Great Khali, este un wrestler și un actor indian, care a evoluat în World Wrestling Entertainment.
În trecut, Khali a fost deținătorul titlului mondial Heavyweight, pe care l-a pierdut la WWE Unforgiven în fața lui Batista și Rey Mysterio, într-un meci de tipul Triple Threat. Batista a devenit astfel campion mondial (heavyweight), în defavoarea lui Rey-Rey și a gigantului indian.
Tot Khali a adus în WWE și meciul "Punjabi Prison", constând în împrejmuirea ringului cu două cuști din bambus, cea mai apropiată având 5 metri, iar cealaltă 7 metri. Un astfel de meci s-a desfășurat la No Mercy 2007 între gigantul de 2,16 m și "animalul dezlănțuit" Batista, când "Animalul" a reușit să câștige centura mondială.
La Wrestlemania 24, a fost implicat într-un meci de tip Battle Royal, însă nu a reușit să câștige acel meci; Kane ieșind victorios.
După Wrestlemania 24, a avut un conflict cu Big Show ce a dus la un meci între cei doi giganți în cadrul evenimentului pay-per-view Backlash, meci câștigat de Khali.

### Viața personală
El s-a căsătorit cu Harminder Kaur pe 27 februarie 2002

## Manevre de Final
- The Khali Bomb (double handed late chokeslam)
- The Vicegrip (two handed tample hold)
- Khali chop (hard forhead palm strike)

## Centuri câștigate
- 'World Wrestling Entertainment

în urma unui 30-Man Battle Royal în cadrul unui show SmackDown!
- Centura Heavyweight1 dată

### Filme
În 2005, Khali a jucat în The Longest Yard sub numele de Turley, unde juca rolul unui locatar în închisoare. Pe 17 martie 2007, a fost anunțat că Singh cu grupul va porni să joace în Get Smart, filmul bazându-se pe un show clasic din 1960, unde a mai apărut și The Rock.
Khali a mers la smackdown, dupa aceea la raw și dupa aceea din nou la smackdown.